# Facundo Gambandé
 (avril 2013).
Si vous disposez d'ouvrages ou d'articles de référence ou si vous connaissez des sites web de qualité traitant du thème abordé ici, merci de compléter l'article en donnant les références utiles à sa vérifiabilité et en les liant à la section « Notes et références ».
Facundo Gambandé, né le 10 janvier 1990 est un acteur, chanteur et danseur argentin. Il est né à Córdoba en Argentine. Il est connu pour avoir joué dans la série originale de Disney Channel, Violetta dans le rôle de Maximiliano "Maxi" Ponte

## Biographie
Né à Córdoba en Argentine, il fait des études de chant, de musique, de danse, de théâtre et d'expression corporelle. Lorsqu'il a appris qu'il allait jouer dans la série, il commence à prendre des cours d'art dramatique comme la plupart des autres acteurs de la série Violetta.

## Carrière
En 2012 , il obtient le rôle de Maxi dans la série Violetta de Disney Channel. Grâce à ce rôle il se fait connaître du public latino américain et européen. En 2013 , la série est finalement renouvelée pour une deuxième saison après avoir eu un très grand succès dans tous les pays où elle fut diffusée. Puis elle eut une troisième saison.
Du 13 juillet 2013 au 3 mars 2014, il participe avec tous les acteurs de Violetta à une tournée mondiale appelée Violetta En Vivo. Cette tournée est passée dans 12 pays différents en Amérique latine et en Europe. La tournée s'est terminée le 3 mars 2014 au Luna Park en Argentine.
De juillet 2014 à novembre 2014 , il participe au tournage de la troisième saison de Violetta et la dernière.
En 2015, il participe à la seconde tournée mondiale de Violetta : Violetta Live qui est la tournée d'adieux de la troupe de Violetta.

## Filmographie
2012-2014 : Violetta : Maximiliano " Maxi " Ponte
2013 : Violetta en Vivo : Maxi
2019 : Bia : Marcelo (2 épisodes)
2020 : Todos tenemos un muerto en el placard o un hijo en el closet : Manuel
Les secret dans le placard

## Musique
Il a participé dans les cinq CD de Violetta, le premier contenant 14 chansons, le deuxième 11 et le cinquième, 13. Il y eut aussi un CD à la fin qui était en édition limitée avec les meilleures chansons de toute la série. Pour la première saison, il y a un album. Pour la deuxième saison, il y a 2 albums qui sont sortis. Pour la troisième saison, il y aura deux albums, un pour chaque partie. 

### Violetta Saison 1
- Juntos somos màs avec Mercedes Lambre, Jorge Blanco, Lodovica Comello, Candelaria Molfese, Nicolàs Garnier, Alba Rico.
- Are you ready for the ride ? avec Jorge Blanco, Samuel Nascimento, Rodrigo Velilla et Nicolàs Garnier
- Ahi estare avec Mercedes Lambre
- Ven y canta avec la troupe de Violetta
- Ser mejor avec la troupe de Violetta
- Dile que si avec Jorge Blanco, Nicolàs Garnier, Rodrigo Velilla et Facundo Gambandé

### Violetta Saison 2
- Cuando me voy avec Jorge Blanco, Samuel Nascimento, Rodrigo Velilla et Nicolàs Garnier
- Tienes el talento avec la troupe de Violetta
- Hoy somos màs avec la troupe de Violetta
- On Beat avec la troupe de Violetta
- Euforia avec la troupe de Violetta
- Salta avec Jorge Blanco, Diego Dominguez Llort, Samuel Nascimento et Nicolas Garnier
- Esto no puede terminar avec la troupe de Violetta

### Violetta Saison 3
- En gira avec la troupe de Violetta
- Queen on the dance floor  avec Jorge Blanco, Samuel Nascimento, Ruggero Pasquarelli et Nicolas Garnier
- Amor en el aire avec Jorge Blanco, Samuel Nascimento et Nicolas Garnier
- Friends till the end  avec la troupe de Violetta
- Llamame  avec la troupe de Violetta
- Mas que una amistad  avec  Jorge Blanco, Samuel Nascimento, Ruggero Pasquarelli et Nicolas Garnier
- Crecimos Juntos  avec la troupe de Violetta